# Billet de 50 bolivars vénézuéliens
Le billet de 50 bolivars vénézuéliens (50 Bs.F.) est le billet ayant la seconde valeur la plus élevée en circulation au Venezuela après le billet de 100 bolivars. La dernière version mesure 156 sur 69 millimètres, comme tous les billets en circulation depuis 2008, et est de couleur verte. Le recto comporte un portrait du mentor de Simón Bolívar, le philosophe Simón Rodríguez (1769-1854), réalisé par Juan Agustín Guerrero tandis que le verso comporte de gauche à droite les armoiries du pays, un spécimen de l'espèce d'Ours à lunette (Tremarctos ornatus), le seul ursidé présent en Amérique du Sud sur un fond représentant la lagune de Santo Cristo et la zone comportant le filigrane.